# Rijksweg 712
Rijksweg 712 was de administratieve benaming van de Steekterweg, de voormalige rijksweg totdat de Rijksweg 11 tussen Bodegraven en Alphen aan den Rijn in gebruik werd genomen. De Rijksweg 712 heeft een lengte van ongeveer zes kilometer, sluit bij Alphen aan den Rijn aan op de Provinciale weg 207 en bij Bodegraven op de Provinciale weg 458.